# Partulidae
Partulidae es una familia de caracoles, moluscos gasterópodos terrestres, endémica de las islas del Pacífico.

## Géneros
Partulidae está dividida en tres géneros:
- Eua tiene cuatro especies, confinadas en Tonga y Samoa.
- Partula tiene aproximadamente 100 especies, distribuidas desde Belau a las Islas Sociedad.
- Samoana tiene aproximadamente 23 especies, distribuidas en Polinesia y las Islas Marianas.